# Саттон, Крис
Кри́стофер Рой Са́ттон (англ. Christopher Roy Sutton; род. 10 марта 1973, Ноттингем), более известный как Крис Са́ттон (англ. Chris Sutton) — английский футболист, нападающий и тренер. Сын футболиста Майка Саттона, старший брат футболиста Джона Саттона. В игре исполнял роль быстрого и мощного центрфорварда.

## Карьера игрока

### В клубах
Начинал играть как центральный полузащитник, но тренер его первого клуба «Норвич Сити» Дейв Стрингер перевёл его в нападение. Впервые на поле Крис вышел 4 мая 1991 года в домашней победной встрече чемпионата против «Куинз Парк Рейнджерс». В следующем сезоне, когда команда дошла до полуфинала Кубка Англии, Саттон уже стал игроком основы. В чемпионате 1992/93 «канарейки» под руководством нового тренера Майка Уокера стали третьими, а Саттон с восемью голами стал вторым после Марка Робинса бомбардиром команды. В чемпионате 1993/94 Крис с 25-ю забитыми мячами стал лучшим бомбардиром своего клуба, став также и игроком года в «Норвиче», однако после ухода Робинса команда откатилась на 12-е место. Тем не менее, из Кубка УЕФА «канарейками» в том сезоне была выбита «Бавария», при этом Крис поучаствовал в памятном для английского футбола победном матче на Олимпийском стадионе Мюнхена.
Летом 1994 года за талантливого игрока боролись, по данным таблоидов, «Тоттенхэм», «Арсенал», «Ливерпуль», «Манчестер Юнайтед», «Рейнджерс» и «Интернационале», но конкурентов обошёл «Блэкберн Роверс», выложив рекордную для внутреанглийских переходов сумму £5 000 000. Образовав в первом же сезоне сильную пару в нападении с Аланом Ширером, известную как SAS, и лично забив 15 голов, Саттон помог клубу выиграть первое чемпионство с сезона 1913/14. Однако сезон 1995/96 оказался для Саттона неудачным: из-за травмы он провёл в чемпионате лишь 13 встреч, не забив ни одного гола. В следующем чемпионате в свете ухода Алана Ширера и Майка Ньюэлла его основным партнёром в нападении стал Кевин Галлахер. Шестое место «Роверс» в сезоне 1997/98 стало их лучшим показателем со времён чемпионства, а Крис поделил звание лучшего бомбардира того чемпионата с Майклом Оуэном и Дионом Даблином. Однако в следующем сезоне травмы помешали ему спасти команду от вылета в Первый дивизион. По ходу того сезона в услугах Саттона были заинтересованы «Тоттенхэм», «Астон Вилла» и «Челси». После вылета «Роверс» в борьбу за него также включились «Лидс Юнайтед», «Мидлсбро» и «Манчестер Юнайтед», но клуб был готов отпустить его не менее, чем за £10 000 000, что на тот момент устроило лишь «пенсионеров», причём £500 000 со сделки было выручено «Норвич Сити».
В «Челси» Саттон осваивался с трудом и плохо вписывался в игровой стиль команды. Кроме дубля в ворота «Сконто» в третьем кваликационном раунде Лиги чемпионов, а также двух голов в чемпионате и Кубке в ворота «Манчестер Юнайтед» и «Халл Сити» соответственно, он не отличился ни разу. После прибытия в команду арендованного у «Милана» Джорджа Веа его позиции в клубе стали ещё слабее. В числе возможных новых коллективов для Саттона рассматривались «Тоттенхэм», «Лестер Сити», «Манчестер Сити», «Эвертон» и «Астон Вилла». К 17—18 июня 2000 года «Мидлсбро» и «Селтик» вышли на игрока с одинаковым предложением за него в £6 000 000, после чего Крису было предложено самому выбрать, где продолжать карьеру. 10 июля Крис подписал контракт с шотландцами, а для их чемпионата эта сделка стала рекордной.
За новый клуб Крис забил уже 30 июля в дебютной игре чемпионата с «Данди Юнайтед», в августе он также оформил по дублю в победах над «Хартс» (4:2) и «Рейнджерс» (6:2). В том сезоне клубу удалось выиграть чемпионат, Кубок и Кубок лиги, а Саттон образовал ударную пару в нападении со шведом Хенриком Ларссоном. За пять с половиной сезонов на «Селтик Парк» он ещё дважды выигрывал чемпионат и Кубок, дошёл до финала Кубка УЕФА 2002/03 и был признан игроком года в Шотландии по версии футболистов в сезоне 2003/04.
В январе 2006 года Крис по свободному трансферу вернулся в Англию, оказавшись в вылетающем «Бирмингем Сити». За «горожан» он провёл лишь один гол, пришедшийся на бирмингемское дерби с «Астон Виллой», его выступлениям мешали травмы. После вылета «синих» из Премьер-лиги хозяин клуба Дэвид Салливан решил понизить зарплату Саттона и некоторых других игроков, что побудило его перейти в «Астон Виллу».
3 октября 2006 года Саттон подписал с «Виллой» контракт до конца сезона. В восьми играх чемпионата он отличился один раз, поразив ворота «Эвертона». 23 декабря в матче с «Манчестер Юнайтед» Саттон серьёзно повредил глаз, что заставило его завершить карьеру футболиста. После этого он играл в клубный крикет в Норфолкском альянсе.
В сезоне 2012/13 вернулся в игру, став нападающим «Роксема» в Первом дивизионе Севера Истмийской лиги.

### В сборных
В 1992—1994 годах Саттон провёл за молодёжную сборную Англии 13 игр и отметился одним голом. В 1994 году Крис дважды сыграл за вторую сборную страны в матчах против вторых сборных Ирландии и Северной Ирландии. 15 ноября 1997 года в преддверии чемпионата мира 1998 года главный тренер англичан Гленн Ходдл выпустил за 10 минут до конца победного товарищеского матча с Камеруном (2:0) Саттона на поле вместо Пола Скоулза. В феврале 1998 года Ходдл отдал его место в команде Майклу Оуэну и Диону Даблину, а самого Саттона отрядил во вторую сборную, на что тот обиделся и не пожелал далее выступать в сборных Ходдла.

## Карьера тренера
В январе 2009 года кандидатуру Саттона рассматривали в качестве возможного главного тренера шотландского «Инвернесс Каледониан Тисл». 28 сентября 2009 года Саттон возглавил клуб Второй Футбольной лиги «Линкольн Сити», его помощниками стали Саймон Кларк и Иэн Пирс. Первую игру во главе «Линкольн Сити» Крис выиграл, переиграв на выезде «Олдершот Таун» (1:0). В Кубке команда впервые с 1999 года дошла до 1/32 финала, где уступила клубу из Премьер-лиги «Болтон Уондерерс». 28 сентября 2010 года Саттон объявил о своей отставке «по личным причинам».

## Достижения

### Командные достижения
«Блэкберн Роверс»
- Суперкубок Англии Финалист: 1995
- Чемпионат Англии: 1994/95

«Челси»
- Кубок Англии Победитель: 1999/2000

«Селтик»
- Кубок УЕФА Финалист: 2002/03
- Чемпионат Шотландии: 2000/01, 2001/02, 2003/04
- Второе место: 2002/03, 2004/05
- Кубок Шотландии: 2000/01, 2003/04, 2004/05
- Финалист: 2001/02
- Кубок шотландской лиги: 2000/01
- Финалист: 2002/03

### Личные достижения
- Футболист года в Шотландии по версии футболистов ШПФА: 2004
- Член Зала славы «Норвич Сити» (с 2003 года)
- Лучший бомбардир Премьер-лиги: 1997/98
- Команда года по версии ПФА: 1995

## Личная жизнь
Женат, имеет пять детей.